# Listen to What the Man Said
Listen to What the Man Said — сингл группы Wings с альбома Venus and Mars 1975 года. В записи песни участвовал новый участник Джо Инглиш на барабанах, и приглашенные музыканты Дейв Мейсон на гитаре и Том Скотт на сопрано-саксофоне. В июле 1975 года в США песня заняла первое место в чарте Billboard Hot 100. Первое место песня заняла и в Канаде в RPM National Top Singles Chart. В Великобритании песня удостоилась 6 места, была в первой десятке в Норвегии и Новой Зеландии и в первой двадцатке в Нидерландах. Песня написана в тональности Соль мажор.

## Запись
Песня записана в Новом Орлеане при записи альбома Venus and Mars.
Маккартни сказал в 1975 году о своем первоначальном мнении о песне: «Это была песня, на которую мы возлагали большие надежды. Всякий раз, когда я играл её на пианино, люди говорили: „о, мне это нравится“. Но когда мы накладывали остальные дорожки, то мы понимали, что мы ничего не понимаем». После того, как Мейсон добавил гитару, группа все еще была недовольна, однако после записи Скоттом соло саксофона мнения были изменены. Маккартни сказал о влиянии Тома Скотта на трек: «кто-то сказал [известный джазовый музыкант] „Том Скотт живет недалеко отсюда“. Мы сказали, „да, позвони ему, посмотрим, придёт ли он“, и он явился через полчаса! Вот он сидит со своим саксофоном в студии и непрерывно играет. Всё записывалось на пленку. Мы сохранили все ноты которые он играл, в том числе небрежные. Он вышел, и я сказал: „Я думаю, что это все“. Он сказал „Вы это записали?“ Я сказал „да“, и мы прослушали его. Никто не мог поверить в полученный результат; Скотт попробовал ещё несколько импровизаций, но они были не так хороши. У него была ставка на ранний дубль, первый дубль».
Звук поцелуя на треке был записан инженером Аланом О’Даффи, который записал Линду, когда она делала это.
Кода является переходом к следующей песне Venus and Mars: «Treat Her Gently/Lonely Old People».

Вы либо должны прекратить слушать «Listen to What the Man Said» умерев, либо вы перетекаете в следующий трек через маленький кусочек перехода. Мне просто нравится этот переход, и я подумал, что никто не будет возражать если он будет на записи.— Пол Маккартни, Пол Маккартни: Своими Словами

## Участники записи
- Пол Маккартни — вокал, бас, гитары, клавишные, перкуссия
- Линда Маккартни — клавишные, бэк-вокал, перкуссия[10]
- Вэнни Лэйн — вокал, гитара, перкуссия
- Джимми Маккалох — гитары
- Джо Инглиш — барабаны, перкуссия
- Дэйв Мэйсон — гитара[11]
- Том Скотт — сопрано саксофон

## Текст
Эта песня — оптимистическая песня о любви. Несмотря на то, что любовь может быть слепой или заставлять страдать разлученных любовников, певец верит, что любовь победит. Это соответствует тому, что сказал «человек». «Человек» явно не идентифицируется, но может быть Богом. Винсент Бенитес считает, что «Маккартни советует всем придерживаться основ жизни, что для него означает сосредоточение на любви».
Казалось бы случайные слова, которые произносятся до начала мелодии, согласно книге Чипа Мэдингера и Марка Истера 2000 года «Восемь рук, чтобы держать вас», это «впечатление Пола от Лео Ночентелли, гитариста The Meters (а не Wolfman Jack, как было неверно заявлено), которое было помещено в начале песни при записи на пленку своей вокальной части».
Певец говорит: «Хорошо, хорошо… очень рад видеть тебя в Новом Орлеане, чувак, да, да. РИТ, да, да…» Слово «reet» — это джазовый сленг, означающий: «хорошо, правильно, отлично».

## Отзывы
Критик Allmusic Стивен Томас Эрлевайн называл «Listen to What the Man Said», «типично сладкая и прекрасная мелодия». Пол Нельсон из Rolling Stones назвал песню «восхитительно броским» и «прекрасным примером гладкого, профессионального развлечения и тщательно разработанного „продукта“, когда-либо попадавшего в эфир». Автор Джон Блэйни описал песню как «кусочек дружественной радио попсы» и «радостное празднование любви и жизни, поддерживаемое столь же буйным бэк-вокалом Линды…». Бенитес описал эту песню как «еще один замечательный пример поп-музыки в стиле Маккартни, жизнерадостная и оптимистичная песня о любви, где слова и музыка сочетаются вместе». Авторы Рой Карр и Тони Тайлер отмечают о песне, что «искусное и чувствительное производство поднимает то, что изначально было частью несущественной причуды, в то, что можно описать только как высокую попмузыку», также описывая песню как «симпатичную» и «напевную». Автор Chris Ingham описал песню как «superior pop».
Песня также была включена в многочисленные сборники лучших хитов, в том числе 1987 года All The Best! и Wingspan: Hits and History 2001 года Однако она не была включена в сборник 1978 Wings, Wings Greatest.
Название песни вдохновило «Listen To What the Fans Said», колонку писем в журнале Wings Fan Club, Club Sandwich.